# 伊作駅
伊作駅（いざくえき）は、かつて鹿児島県日置郡吹上町中原（現・日置市吹上町中原）にあった鹿児島交通枕崎線（南薩鉄道）の駅（廃駅）である。

## 歴史
- 1914年（大正3年）
  - 4月1日：南薩鉄道による伊集院駅 - 当駅間開業と共に終着駅として開業[1]。
  - 5月10日：当駅 - 加世田駅間開業に伴い中間駅となる。
- 1964年（昭和39年）9月1日：会社合併により、鹿児島交通枕崎線の駅となる。
- 1984年（昭和59年）3月17日：同線廃線と共に廃止。

## 駅構造
島式ホーム1面2線であり、交換可能駅だった。

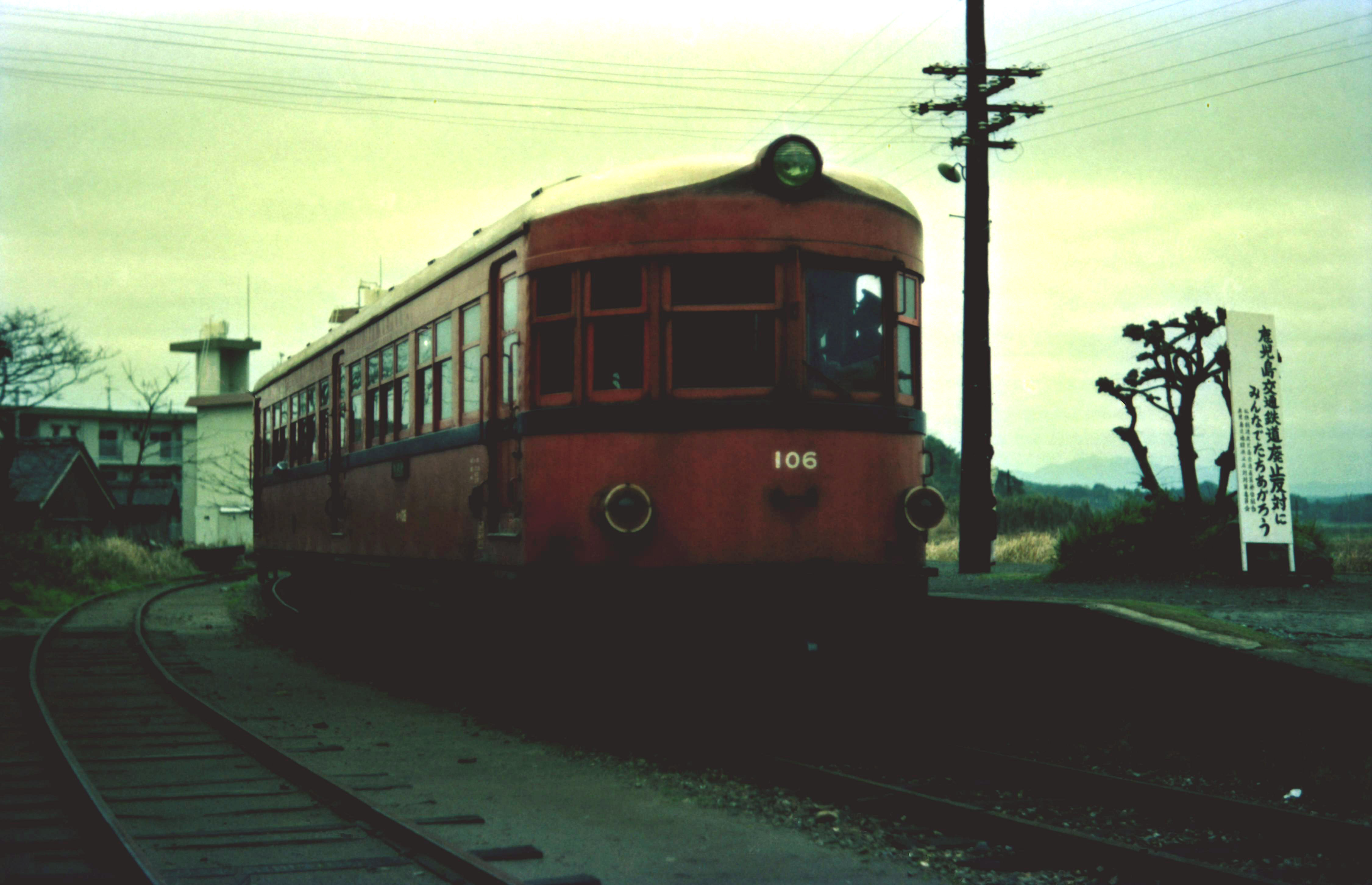
ホームと停車中のキハ106（1981年）

## 駅周辺
- 吹上町役場
- 鹿児島県立吹上高等職業訓練校（現・鹿児島県立吹上高等技術専門校）
- 吹上町立伊作小学校

## 廃止後の状況
同線廃止後も、鹿児島交通のバス停留所が設置されている。

## 隣の駅
鹿児島交通（南薩鉄道）
枕崎線
薩摩湖駅 - 伊作駅 - 南吹上浜駅